# TK Rumpál Prachatice
TK Rumpál Prachatice byl český futsalový klub z Prachatic. Klub byl založen v roce 1992, zanikl v roce 2000. V roce 1993 se stal zakládajícím členem 1. celostátní ligy.
Největším úspěchem klubu byla osmiletá účast v nejvyšší soutěži (1993 – 1999/00).

## Umístění v jednotlivých sezonách
Zdroj: 
Legenda: Z - zápasy, V - výhry, R - remízy, P - porážky, VG - vstřelené góly, OG - obdržené góly, +/- - rozdíl skóre, B - body, červené podbarvení - sestup, zelené podbarvení - postup, fialové podbarvení - reorganizace, změna skupiny či soutěže
| Česko (1993 – 2000) |                    |        |                                                             |                                                             |                                                             |                                                             |                                                             |                                                             |                                                             |                                                             |       |          |
| Sezóny              | Liga               | Úroveň | Z                                                           | V                                                           | R                                                           | P                                                           | VG                                                          | OG                                                          | +/-                                                         | B                                                           | P. ZČ | Play-off |
| 1993                | 1. celostátní liga | 1      | 11                                                          | 4                                                           | 1                                                           | 6                                                           | 45                                                          | 58                                                          | -13                                                         | 9                                                           | 8.    |          |
| 1993/94             | 1. celostátní liga | 1      | 30                                                          | 13                                                          | 3                                                           | 14                                                          | 120                                                         | 133                                                         | -13                                                         | 29                                                          | 9.    |          |
| 1994/95             | 1. celostátní liga | 1      | 30                                                          | 10                                                          | 5                                                           | 15                                                          | 126                                                         | 152                                                         | -26                                                         | 35                                                          | 11.   |          |
| 1995/96             | 1. celostátní liga | 1      | 30                                                          | 9                                                           | 2                                                           | 19                                                          | 100                                                         | 156                                                         | -56                                                         | 29                                                          | 13.   |          |
| 1996/97             | 1. celostátní liga | 1      | 30                                                          | 8                                                           | 5                                                           | 17                                                          | 133                                                         | 192                                                         | -59                                                         | 29                                                          | 13.   |          |
| 1997/98             | 1. celostátní liga | 1      | 30                                                          | 15                                                          | 2                                                           | 13                                                          | 120                                                         | 161                                                         | -41                                                         | 47                                                          | 7.    |          |
| 1998/99             | 1. celostátní liga | 1      | 30                                                          | 9                                                           | 4                                                           | 17                                                          | 124                                                         | 172                                                         | -48                                                         | 31                                                          | 11.   |          |
| 1999/00             | 1. celostátní liga | 1      | Klub se odhlásil v průběhu sezóny, výsledky byly anulovány. | Klub se odhlásil v průběhu sezóny, výsledky byly anulovány. | Klub se odhlásil v průběhu sezóny, výsledky byly anulovány. | Klub se odhlásil v průběhu sezóny, výsledky byly anulovány. | Klub se odhlásil v průběhu sezóny, výsledky byly anulovány. | Klub se odhlásil v průběhu sezóny, výsledky byly anulovány. | Klub se odhlásil v průběhu sezóny, výsledky byly anulovány. | Klub se odhlásil v průběhu sezóny, výsledky byly anulovány. | 16.   |          |